# Helland (Cornouailles)
Pour les articles homonymes, voir Helland.
Helland est une paroisse civile et un village des Cornouailles, en Angleterre.